# ناحیه صدوق
ناحیه صدوق (به عربی: دائرة صدوق) یک ناحیه در الجزایر است که در استان بجایه واقع شده‌است.